# Tamorot
Tamorot  (in arabo تمروت‎?) è un centro abitato e comune rurale del Marocco situato nella provincia di Chefchaouen, regione di Tangeri-Tetouan-Al Hoceima. Conta una popolazione di 26 748 abitanti (censimento 2014).